# هاري سولومون
هاري سولومون (بالإنجليزية: Harry Solomon)‏ هو شخصية أعمال بريطاني، ولد في 1937، وهو من مؤسسي شركة هيلزداون هولدينجز (حالياً بريمير فودز).